# كومورو (ناغانو)
مدينة كومورو (باليابانية:小諸市) هي أحد المدن التابعة لمحافظة ناغانو. تأسست رسميًا في 01/04/1954. ويقدر عدد سكانها بـ 45333 نسمة حسب تقدير مكتب الإحصاء الياباني لعام 2012. تبلغ مساحة كومورو 98.66 كم2. بكثافة سكانية تبلغ 459 نسمة/كم2.

## أعلام
- أوياما تاداو